# سیارک ۶۷۱۸
سیارک ۶۷۱۸ (به انگلیسی: 6718 Beiglbock، نامگذاری:1990TT12) شش هزار و هفتصد و هجدهمین سیارک کشف شده‌است که در ۱۴ اکتبر ۱۹۹۰ کشف شد.
قدر مطلق سیارک برابر ۱۲٫۵۰ است.
نامگذاری سیارک: 
نام سیارک ، از «سیاره + ک تصغیر» تشکیل شده است ، که به معنی سیاره کوچک است. 